# ريتا هوزر
ريتا هوزر (بالإنجليزية: Rita Hauser)‏ هي محامية ودبلوماسية أمريكية، ولدت في 12 يوليو 1934.

## وصلات خارجية
- ريتا هوزر على موقع إن إن دي بي (الإنجليزية)